# Brennender Rübling
Der Brennende Rübling (Collybiopsis peronata, Syn. Marasmiellus peronatus, Gymnopus peronatus, Marasmius urens) ist eine Pilzart aus der Familie der Omphalotaceae.

## Merkmale

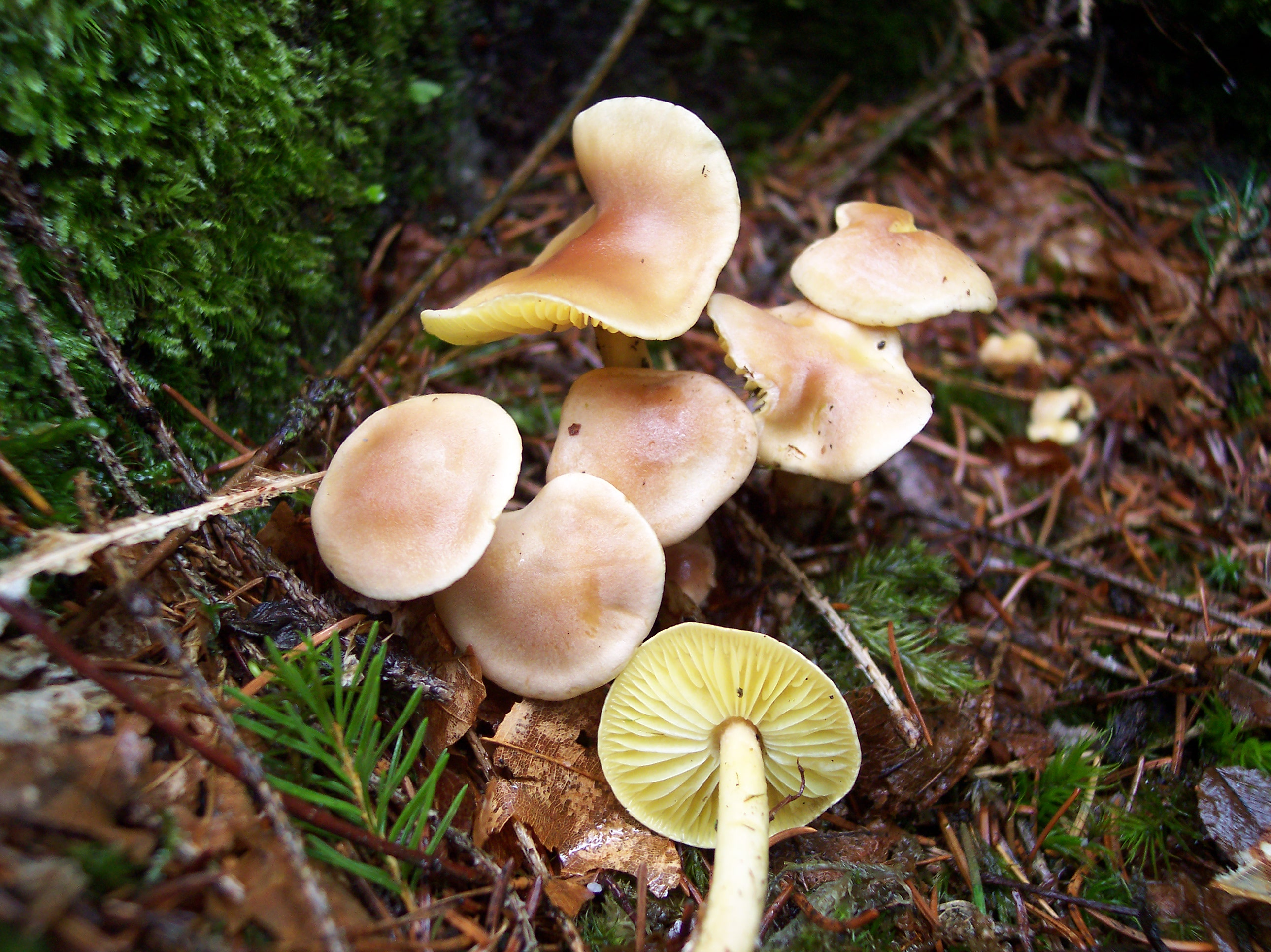
Junge Exemplare des Brennenden Rüblings haben blass-gelbe Lamellen.

### Makroskopische Merkmale
Der Hut misst 3 bis 6 cm im Durchmesser, ist jung konvex (schirmförmig) geformt und verflacht sich später. Er ist hygrophan. Die Hutoberfläche nimmt Farbtöne an, die von ocker bis rötlich-braun oder auch gelb reichen, zur Hutmitte hin verdunkelt sich die Farbe in ein entsprechend dunkleres Braun. Ihre Beschaffenheit ist glatt, feinfaserig, trocken und weist einen gewissen Glanz auf. Der Hutrand verläuft glatt, im Laufe des Alterns setzt oft eine Wellung ein, die Textur ist dann gerieft oder sogar grob-gezahnt.
Die Lamellen sind jung blass-gelb, dunkeln beim Ausreifen des Fruchtkörpers zu creme-braun nach. Sie sind entfernt stehend dick, gegabelt und frei, also nicht am Stiel angewachsen.
Der Stiel ist 3 bis 7,5 cm lang und 0,3 bis 0,8 cm dick und in der unteren Hälfte schmutzig weiß bis gelb zottig behaart. Ein Annulus in Form eines Rings oder Ringrests ist nicht vorhanden. Die Oberfläche ist teilweise grobfaserig, ansonsten glatt. Die Stielbasis weist kaum Verdickungen auf.
Das Fleisch ist blassgelb und in der Konsistenz weich-schammig. Der Geruch ist schwach, unspezifisch, der Geschmack gewöhnlich scharf, selten auch mild oder säuerlich.
Das Sporenpulver ist weiß und inamyloid.

### Mikroskopische Merkmale
Die elliptischen bis subzylindrischen, glatten Sporen messen (6,5–)8,5–10(–11,5) × 3–4(–4.5) µm und sind inamyloid. Der Länge-Breite-Quotient beträgt (1,9) 2,1–2,7, im Mittel um 2,4.
Die Basidien sind viersporig, schmal keulenförmig, messen 20–40(–50) × 6–8 µm und haben eine Basalschnalle.
Die Lamellenschneide ist steril, also ohne ausgreifende Basidien, sondern durch Cheilozystiden besetzt. Diese messen 25–90 × (4,0–)4,6–5,0 µm, sind schmal keulenförmig und haben apikal gewöhnlich einen oder mehrere warzen- bis fingerförmige Auswüchse. Diese Auswüchse messen gewöhnlich 2,0–10(–20) × 1,0–5,0 µm. Falls aber nur ein Auswuchs vorhanden ist, kann dieser auch fadenförmig und bis zu 100 µm lang und 2,0–2,5 µm breit sein. Die Zellwände der Auswüchse sind dünn und farblos-hyalin bis gelblich.
Pleurozystiden treten nur zerstreut auf der Lamellenfläche auf, sind schmal keulenförmig, messen 60–70 × 6,0–8,0 µm und haben dünne, farblos-hyaline bis gelbliche Zellwände.
Die Hutdeckschicht besteht aus liegenden, radial verlaufenden Hyphen von 3,0–8,0 µm Breite. Die Zellwände sind dünn, farblos-hyalin oder blass braun, glatt oder gelb inkrustiert. Die Endzellen der Hutdeckschichthyphen zeigen teils zerstreute, warzenartige Ausstülpungen, seltener auch längere, zylindrische Auswüchse.
Caulozystiden sind im oberen Bereich des Stiels häufig. Sie sind bis 7 µm breit, mehr oder weniger dünnwandig, farblos-hyalin bis etwas bräunlich, zylindrisch, manchmal auch eingeschnürt, teils auch mit Anschwellungen und zeigen manchmal warzenartige Auswüchse.
Schnallen treten in allen Geflechten zahlreich auf.

## Artabgrenzung
Aufgrund der sich beim Ausreifen braun verfärbenden Lamellen besteht Verwechslungsgefahr mit braunsporigen Lamellenpilzen, wenn kein Sporenabdruck erstellt wird. Ähnlich kann auch Gymnopus impudicus aussehen, der sich aber durch einen unangenehmen Geruch nach faulendem Kohl erkennen lässt. Verwechslungsgefahr besteht aufgrund der entfernt stehenden Lamellen eventuell mit dem ebenfalls hygrophanen Rötlichen Lacktrichterling (Laccaria laccata), obwohl sich die Spezies in der Farbe deutlich unterscheiden.

## Ökologie und Phänologie
Die in Mitteleuropa häufige Art kommt in Laub- und Nadelwäldern vor. Der Pilz wächst auf gefallenem Laub, beispielsweise dem der Buche, wie auch an und unter Farnen, etwa auf Heideflächen. Ein weiterer häufiger Standort ist bemooster oder von Nadelblättern bedeckter Waldboden. Der Pilz ist saprotroph, ernährt sich also von verrottendem Pflanzenmaterial. Das Bilden von Hexenkreisen ist bei diesem Rübling nicht selten. Die Fruchtkörper sind recht zäh und langlebig.
Die Wachstumszeit erstreckt sich von Juli bis Oktober.

## Bedeutung
Der Pilz ist ungenießbar. Es liegen Hinweise für toxische Blausäure-Verbindungen vor, die eine Giftigkeit als möglich erscheinen lassen.